# Gonzalo Rodríguez Lafora
Gonzalo Rodríguez Lafora (Madrid, 25 de julio de 1886-Madrid, 27 de diciembre de 1971) fue un neurólogo y psiquiatra español, discípulo de Santiago Ramón y Cajal y de Luis Simarro, descubridor de la la enfermedad que lleva su nombre. 

## Biografía
Hijo del coronel Carlos Rodríguez Alonso y de Pilar Lafora Carturla Calatayud y hermano de Carlos Rodríguez Lafora, inició sus estudios en el instituto Cardenal Cisneros de Madrid y pasó a estudiar medicina en la Universidad de Madrid (Hospital Clínico San Carlos). Entre 1906 y 1908 fue asistente en el Instituto Cajal de Neurobiología. Se licenció en 1907 y se doctoró en 1914 con una tesis sobre el sistema nervioso de los peces. Obtuvo una beca de la Junta para Ampliación de Estudios para viajar a Alemania y allí se especializó en la Clínica neurológica de Múnich con Theodor Ziehen, Emil Kraepelin y Alois Alzheimer. En 1910 sustituyó a Nicolás Achúcarro en el Hospital mental de Washington (Estados Unidos), con Franz. En 1911 describió la llamada enfermedad de Lafora, por la que es sobre todo conocido. La enfermedad de Lafora es una afección genética de inicio en la adolescencia que provoca epilepsia, demencia progresiva, ceguera cortical y la muerte en 5 a 10 años. 
En 1912 regresó a España y empezó a trabajar en el Laboratorio de Fisiología Experimental del Sistema Nervioso con Santiago Ramón y Cajal. Difundió el psicoanálisis a través de conferencias, aunque reprochaba a la teoría freudiana su pansexualismo y su dogmatismo y la consideraba sólo como una psicoterapia más entre otras.

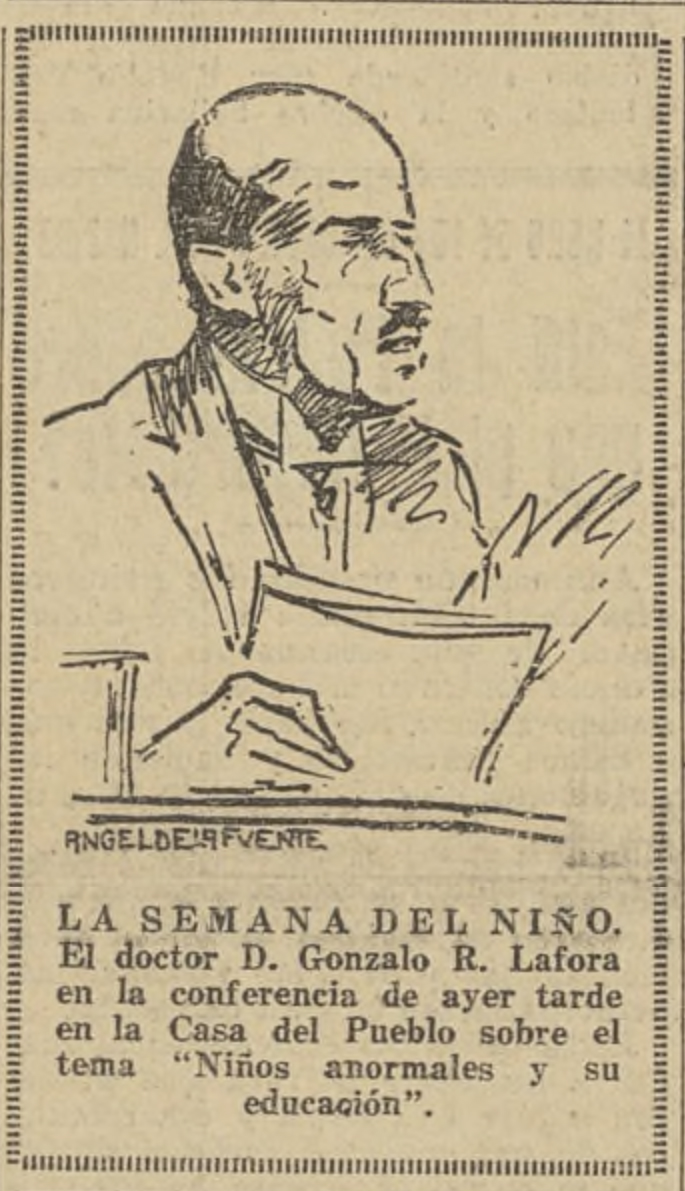
Retratado durante una conferencia en la Casa del Pueblo de Madrid (El Liberal, 1926)

Una conferencia que dio en Argentina en 1923 contribuyó a la expansión del psicoanálisis en ese país. En 1925 cofundó la revista Archivos de Neurobiología, Psicología, Fisiología, Histología, Neurología y Psiquiatría, que sigue publicándose ahora con el título más corto de Archivos de Neurobiología. Ese mismo año fundó también el Instituto Médico-Pedagógico y el Sanatorio Neuropático de Carabanchel. En 1931 fue nombrado presidente del Consejo Superior Psiquiátrico y dos años más tarde dirigió el departamento de Psiquiatría del Hospital Provincial de Madrid. Hizo amistad con José Ortega y Gasset y colaboró en sus proyectos culturales.
Durante la guerra civil, su pasado republicano le obligó a emigrar, exiliándose en 1938 en México. Allí participó en la fundación del Instituto de Estudios Médicos y Biológicos de la UNAM. Volvió a España en diciembre de 1947 y fue profesor de neuropatología y director del Laboratorio de Fisiología de Cajal y del Hospital Provincial.
A su llegada a México ingresó a La Casa de España en México, institución en la que colaboró hasta noviembre de 1939. Durante dicho periodo impartió el curso sobre "Carácter y personalidad" en la Facultad de Medicina de México (nov.-dic. 1938), que se impartió después en la Universidad de Guadalajara (mzo. 1939) y en la Universidad de Morelia (jun. 1939). Desarrollo trabajos de investigación en el laboratorio del Hospital General, cuyos resultados se publicaron en los Archivos Mexicanos de Neurología y Psiquiatría.
Es autor de unos trescientos trabajos de investigación, publicados sobre todo en revistas especializadas. Admirador de Theodor Ziehen, al principio vertió su interés en psicopatología infantil y produjo una serie de tests para diagnosticar las enfermedades mentales de la infancia. Expuso sus trastornos más notables y los principios de pedagogía y terapéutica apropiados para su tratamiento, estableciendo las bases de un conocimiento serio de los problemas de la psicopatología infantil. Probó que los procesos psíquicos y la constitución fisiológica guardaban en ello una estrecha dependencia (Carpintero, 1989). Promovió la higiene mental. Se interesó en la personalidad y divulgó el psicoanálisis y la psicotecnia sin descuidar la introspección y los procesos inconscientes. Admite una continuidad entre lo normal y lo patológico. También extendió la psicopatología al análisis de los problemas culturales y escribió trabajos de Psicología jurídica. Publicó trabajos sobre la neurosífilis y los cambios histológicos de la senilidad. Sus últimos trabajos investigaron el sueño experimentalmente.

## Obras
- Lafora GR, Glueck B. Beitrag zur Histopathologie der myoklonischen Epilepsie. Zeitschrift fuer die gesamte Neurologie und Psychiatrie, 1911; 6:1-14.
- 1917 Los niños mentalmente anormales, Madrid, La Lectura.
- 1920 Diagnóstico y tratamiento moderno de la neurosyfilis. Madrid.
- 1923 La teoría y los métodos del psicoanálisis, Los Progresos de la Clínica, 721-739.
- 1926 "Delincuencia infantil y deficiencia mental", Revista de Pedagogía, V, 60, 551-555.
- 1927 Don Juan, Los milagros y otros ensayos. Biblioteca Nueva, Madrid.
- 1929 La Psiquiatría en el nuevo Código Penal español de 1928 (juicio crítico), Madrid, Reus.
- "El peritaje psiquiátrico en el Derecho Penal", El Siglo Médico, 83, 593-600.
- 1930 "Méthodes psychotechniques recommandables pour l´étude de la personnalité", en VI Conferència Internacional de Psicotècnia (Reculls dels treballs presentats), Anals d´Orientació Professional, IV, 4, 132-140.
- 1932 "Métodos psicotécnicos aconsejables para el estudio de la personalidad", Revista de Pedagogía, XI, 123, 97-108.
- 1933 Los niños mentalmente anormales (revisión ampliada de su obra de 1917), Madrid, Calpe.
- "La jornada escolar del niño y el maestro", Revista de Pedagogía, XII, 136, 145-153.
- 1934 "La paranoia ante los Tribunales de Justicia", Luz, 129, 130, y 131, 316-324, 495-506, 631-647.
- 1935 "Interpretaciones psicoanalíticas de los celos", Archivos de Neurobiología, XV, 3, 427-442.
- 1948 "Psicología del crimen (comentarios sobre el libro de B. Karpman)", Revista de Psicología General y Aplicada, 307-316.
- 1960 "A la muerte de Marañón", Archivos de Neurobiología, XXIII, 185-189.